# Im Land meiner Kinder
Im Land meiner Kinder ist ein deutsch-schweizerischer Dokumentarfilm von Dario Aguirre aus dem Jahr 2018 über das Leben in der Fremde und die Aussöhnung mit der eigenen Vergangenheit.

## Inhalt
Dario kommt ursprünglich aus Ecuador nach Deutschland wegen Stephanie. In den folgenden 15 Jahren stellt er insgesamt 10 Visaanträge für seinen weiteren Aufenthalt in Deutschland. Schließlich lädt der damalige Hamburger Bürgermeister Olaf Scholz ihn ein, die deutsche Staatsbürgerschaft anzunehmen.

## Veröffentlichung
Der Film wurde am 29. September 2018 auf dem Filmfest Hamburg uraufgeführt und kam am 4. April 2019 in die deutschen Kinos.